# Boštjan Nachbar
Boštjan Nachbar (* 3. Juli 1980 in Slovenj Gradec, SR Slowenien) ist ein ehemaliger slowenischer Basketballspieler. Der 2,06 m große Flügelspieler stand von 2002 bis 2008 bei unterschiedlichen Mannschaften in der NBA unter Vertrag, er spielte außerdem in mehreren europäischen Ländern, darunter Deutschland.

## Karriere
Nachbar war bis 2000 bei verschiedenen Vereinen in Slowenien aktiv. Anschließend wechselte er zu Benetton ins italienische Treviso, wo er vermehrt Spielzeit bekam und italienischer Meister wurde. Bei der NBA-Draft 2002 wurde er an 15. Stelle von den Houston Rockets ausgewählt. Für diesen Verein spielte er bis 2004, bevor er nach New Orleans zu den Hornets wechselte. Dort erhöhte sich seine durchschnittliche Einsatzzeit auf über 20 Minuten pro Spiel. Nachdem er mit den Hornets zunächst nach Oklahoma City gezogen war, wechselte Nachbar Anfang 2006 zu den New Jersey Nets, wo er wiederum von der Einwechselbank kommend regelmäßige Einsatzzeit bekam.
2008 kehrte er nach Europa zurück und unterschrieb bei MBK Dynamo im russischen Moskau. Dort blieb er ein Jahr, bevor er zum türkischen Meister Efes Pilsen nach Istanbul wechselte. Nach zwei Jahren, in denen man 2010 im Endspiel und 2011 im Halbfinale Fenerbahçe Ülker unterlegen war, endete der Vertrag und Nachbar musste sich einer Knöcheloperation unterziehen, wodurch er die EM 2011 verpasste und die ihn zu einer längeren Pause zwang. Als slowenischer Nationalspieler hatte Nachbar zuvor an den Europameisterschaften 2003, 2005 und 2009, bei der man mit dem vierten Platz nur knapp eine Medaille verpasste, sowie den Weltmeisterschaften 2006 und 2010 teilgenommen.
Anfang 2012 unterschrieb er einen Vertrag beim ULEB-Eurocup-Gewinner UNICS aus Kasan. Mit dem russischen Verein spielte er auch in der EuroLeague 2011/12. Zur Saison 2012/13 gab der amtierende deutsche Meister Brose Baskets Bamberg die Verpflichtung von Nachbar für ein Jahr bekannt. Nach einer erfolgreichen Saison mit Bamberg (45 Bundesliga-Einsätze: 13,4 Punkte, 3,6 Rebounds pro Begegnung), welche mit der Deutschen Meisterschaft für die Franken endete, wechselte Nachbar nach Spanien und erhielt einen Vertrag bis 2014 bei der Basketball-Abteilung des FC Barcelona. Dort blieb er zwei Jahre, in der Saison 2013/14 gewann er mit Barcelona den spanischen Meistertitel. Seine letzte Station wurde Sevilla, er gab im Alter von 37 Jahren seinen Rücktritt vom Leistungssport bekannt.
Nach dem Ende seiner Laufbahn wurde Nachbar als Direktor der Euroleague-Spielervereinigung tätig.